# Peter Gärdenfors
 (décembre 2019).
Si vous disposez d'ouvrages ou d'articles de référence ou si vous connaissez des sites web de qualité traitant du thème abordé ici, merci de compléter l'article en donnant les références utiles à sa vérifiabilité et en les liant à la section « Notes et références ».
Björn Peter Gärdenfors (né le 21 septembre 1949) est professeur de sciences cognitives à l'université de Lund, en Suède. Ses recherches couvrent plusieurs domaines : la révision des croyances, la théorie de la décision, la philosophie des sciences, la formation de concepts, les espaces conceptuels, la sémantique cognitive et l'évolution de la cognition et du langage. 
Son fils Simon Gärdenfors (en) est dessinateur et rappeur. 

## Biographie
Gärdenfors est récipiendaire du prix Gad Rausing (suédois : Rausingpriset). Il a obtenu son doctorat de l'Université de Lund en 1974. Sur le plan international, il est l'un des philosophes les plus remarquables de Suède. En 1996, il a été élu membre de l'Académie royale suédoise des lettres, de l'histoire et des antiquités et en 2009, il est devenu membre de l'Académie royale des sciences de Suède. Il est membre de la Deutsche Akademie für Naturforscher et de l'Academia Europaea. En 2014, Gärdenfors a reçu une bourse de recherche senior du Zukunftskolleg de l'Université de Constance. Il a été membre du comité du prix en sciences économiques à la mémoire d'Alfred Nobel de 2011 à 2017.  

## Œuvres
- (en) The Geometry of Meaning : Semantics Based on Conceptual Spaces, Cambridge, Massachusetts, MIT Press, 2014, 343 p. (ISBN 978-0-262-02678-9 et 0-262-02678-3, lire en ligne)
- (en) Conceptual Spaces : The Geometry of Thought, Cambridge, Massachusetts, MIT Press, 2000, 307 p. (ISBN 0-262-07199-1, lire en ligne)
- (en) How Homo Became Sapiens : on the evolution of thinking, Oxford; New York, Oxford University Press, 2003, 240 p. (ISBN 0-19-852850-7)
- The Dynamics of Thought, Dordrecht, Springer, 2005, 284 p. (ISBN 1-4020-3399-0, lire en ligne)
- Den meningssökande människan, Stockholm, Natur & Kultur, 2006, 175 p. (ISBN 91-27-11328-0)
- Knowledge in Flux: Modélisation de la dynamique des états épistémiques. Cambridge, Massachusetts: MIT Press.  (ISBN 978-0262570824).